# Noble Wimberly Jones

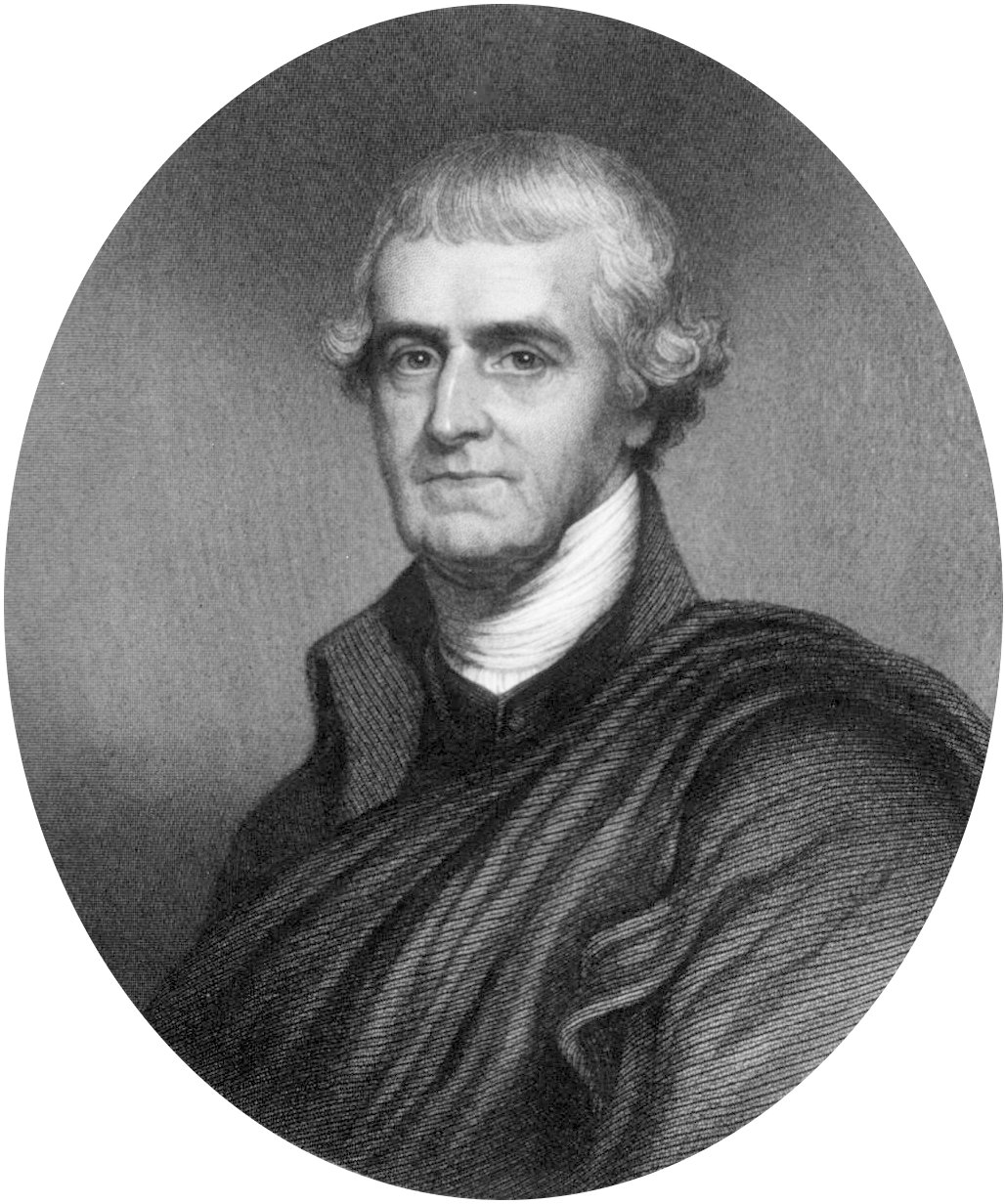
Noble Wimberly Jones

Noble Wimberly Jones (* 1723 in London, England; † 9. Januar 1805 in Savannah, Georgia) war ein englisch-amerikanischer Politiker. In den Jahren 1781 und 1782 war er Delegierter für Georgia im Kontinentalkongress.

## Werdegang
Im Jahr 1733 kam Noble Jones mit seinen Eltern nach Savannah in der damaligen britischen Kolonie Georgia. Der Vater, der ebenfalls Noble Jones hieß, war in führenden Stellungen am Aufbau der Kolonie beteiligt. Der jüngere Jones studierte Medizin und praktizierte zwischen 1756 und 1774 in Savannah als Arzt. Zwischen 1755 und 1772 war er mit einigen Unterbrechungen Mitglied im kolonialen Abgeordnetenhaus. In den Jahren 1768 und 1769 war er dessen Vorsitzender.
In den 1770er Jahren schloss sich Jones der Revolutionsbewegung an. 1775 wurde er Mitglied im Sicherheitsausschuss seiner Heimat und im Provincial Congress. In den Jahren 1777 und 1778 saß er im Repräsentantenhaus von Georgia, als dessen Speaker er in der Folge mehrfach fungierte. Er war auch an der Ausarbeitung der Verfassung des zukünftigen Staates Georgia beteiligt. Zu Beginn des Unabhängigkeitskrieges nahm er an einem erfolgreichen Überfall auf ein britisches Munitionslager in Georgia teil. Die Beute wurde den amerikanischen Streitkräften übergeben. Da Jones in Georgia eine führende Rolle im Kampf der Kolonisten gegen die Briten spielte, sahen diese in ihm eine ernste Gefahr und strebten seine Gefangennahme an. Als sich britische Truppen Savannah näherten, floh er nach Charleston in South Carolina. Als diese Stadt im Jahr 1780 in britische Hände fiel, wurde er verhaftet und für einige Zeit in St. Augustine (Florida) inhaftiert. 1781 kam er durch einen Gefangenenaustausch wieder frei. Noch im gleichen Jahr begann er seinen Staat im Kontinentalkongress in Philadelphia zu vertreten.
1782 kehrte er nach Savannah zurück, wo er sich wieder als Arzt betätigte. Ein Jahr später wurde er erneut in das Repräsentantenhaus von Georgia gewählt; im Jahr 1795 war er Delegierter auf einem Verfassungskonvent seines Staates. Noble Jones starb am 9. Januar 1805 in Savannah. Sein Sohn George (1766–1838) wurde US-Senator für Georgia.